# Les Chambres
Les Chambres är en kommun i departementet Manche i regionen Normandie i norra Frankrike. Kommunen ligger i kantonen La Haye-Pesnel som tillhör arrondissementet Avranches. År 2013 hade Les Chambres 137 invånare.

## Befolkningsutveckling
Antalet invånare i kommunen Les Chambres
| Referens: INSEE |